# عفريت لكل مواطن (مسرحية)
عفريت لكل مواطن، مسرحية مصرية. تأليف الكاتب لينين الرملي إنتجت عام 1988، تتحدث عن أحوال الفساد في المؤسسات الحكومية وحالة النفاق بين الموظفين والمديرين وقصتها ان البطل يظهر له أخوه من العالم الأخر ولكنه مناقض لجميع تصرفاته ويحاول إقناعه بأنه الطيبة والأخلاق لن تنفعه في هذه الدنيا.
و قد تم تمثيل هذه المسرحية على المسرح بطولة الفنان نبيل الحلفاوي والفنانة عبلة كامل ومجموعة من الفنانين الغير مشهورين.